# استلا مک‌کارتنی
استلا مک‌کارتنی (انگلیسی: Stella McCartney؛ زادهٔ ۱۳ سپتامبر ۱۹۷۱) طراح مد و فعال حقوق حیوانات اهل بریتانیا و دختر پل مک‌کارتنی و لیندا مک کارتنی است.